# Burgbergturm (Gehrden)

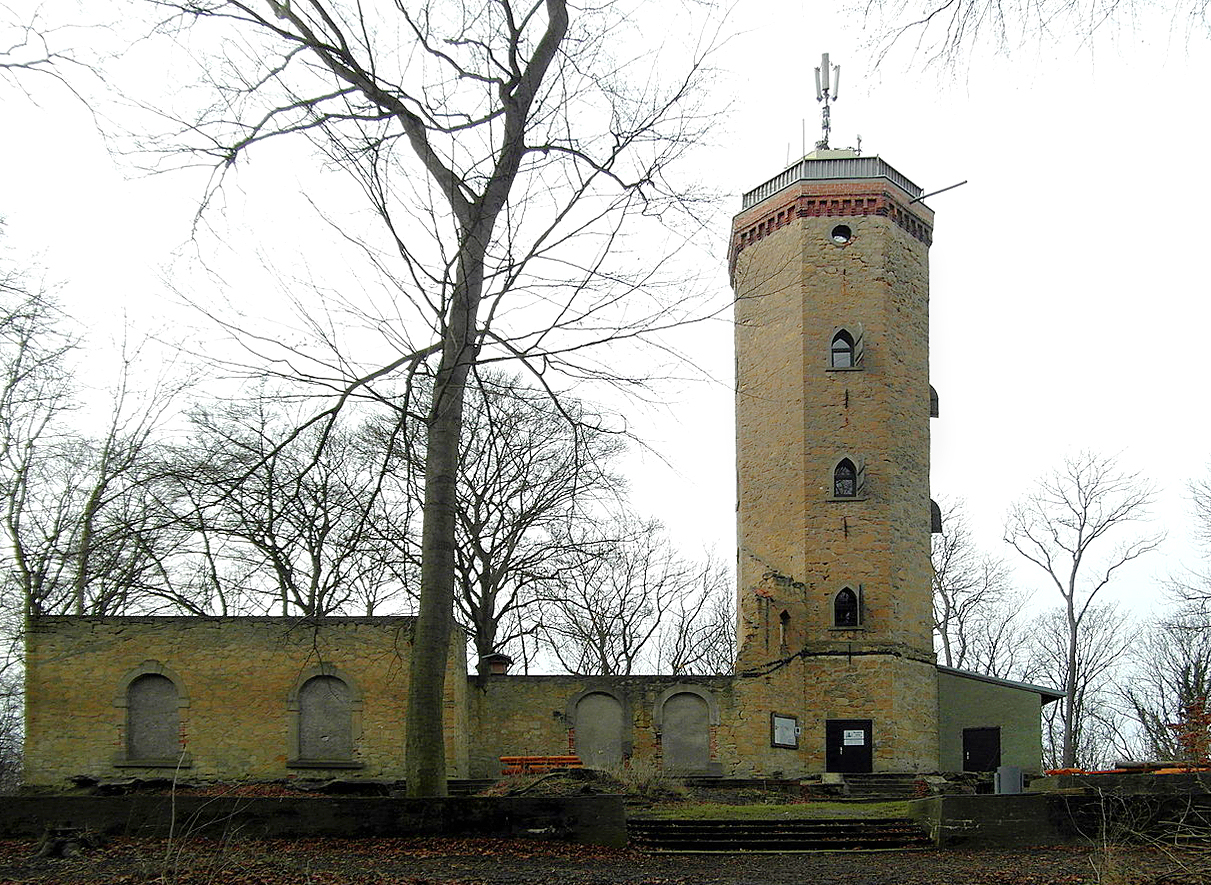
Der Burgbergturm mit den Bauresten des früheren Ausflugslokals und späteren Schullandheims, 2015

Der Burgbergturm Gehrden ist ein knapp 21 m hoher Aussichtsturm auf dem Burgberg als höchste Erhebung des Gehrdener Berges.

## Geschichte
Der Gehrdener Architekt und Maurermeister Fr. Krull errichtete 1897/1898 nahe der höchsten Stelle des Burgbergs inmitten des Ringwalls auf dem Gehrdener Berg ein Ausflugslokal mit Aussichtsturm. Als Baumaterial dienten Zement und vor Ort gebrochener Muschelkalkbruchstein. Das Obergeschoss wurde aus Kiefernholzfachwerk mit Ziegelausfachung gebaut. Das Dach des Gebäudes wurde mit Dachziegeln gedeckt.
Der Baumaterialtransport auf den steilen Berg erwies sich als schwierig. Damals entstanden die hohen Baukosten von 35.000 Reichsmark.
Dies wären heute kaufkraftbereinigt 291.000 €.

Architektenskizzen in der Baugewerks-Zeitung
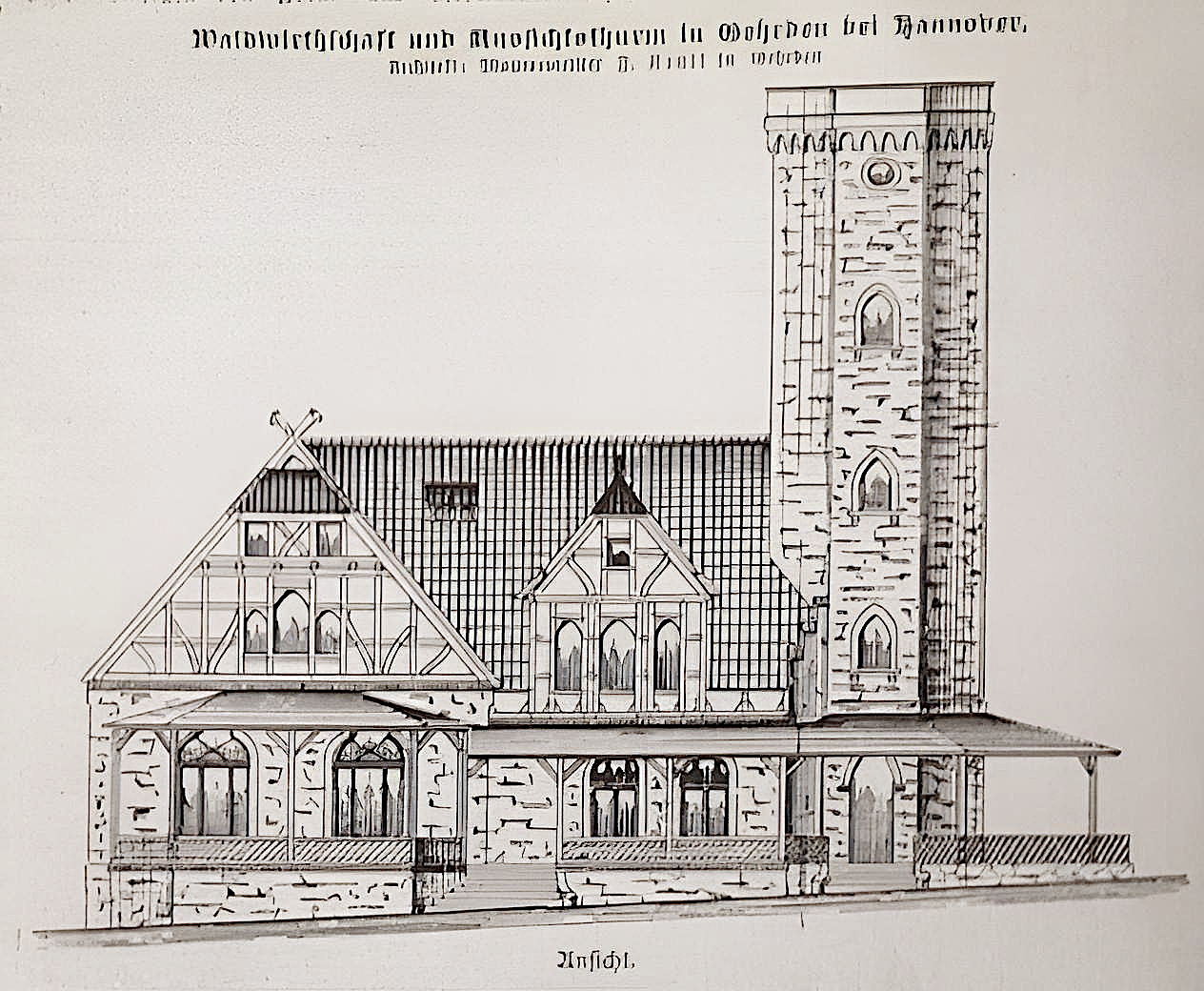
Ansicht
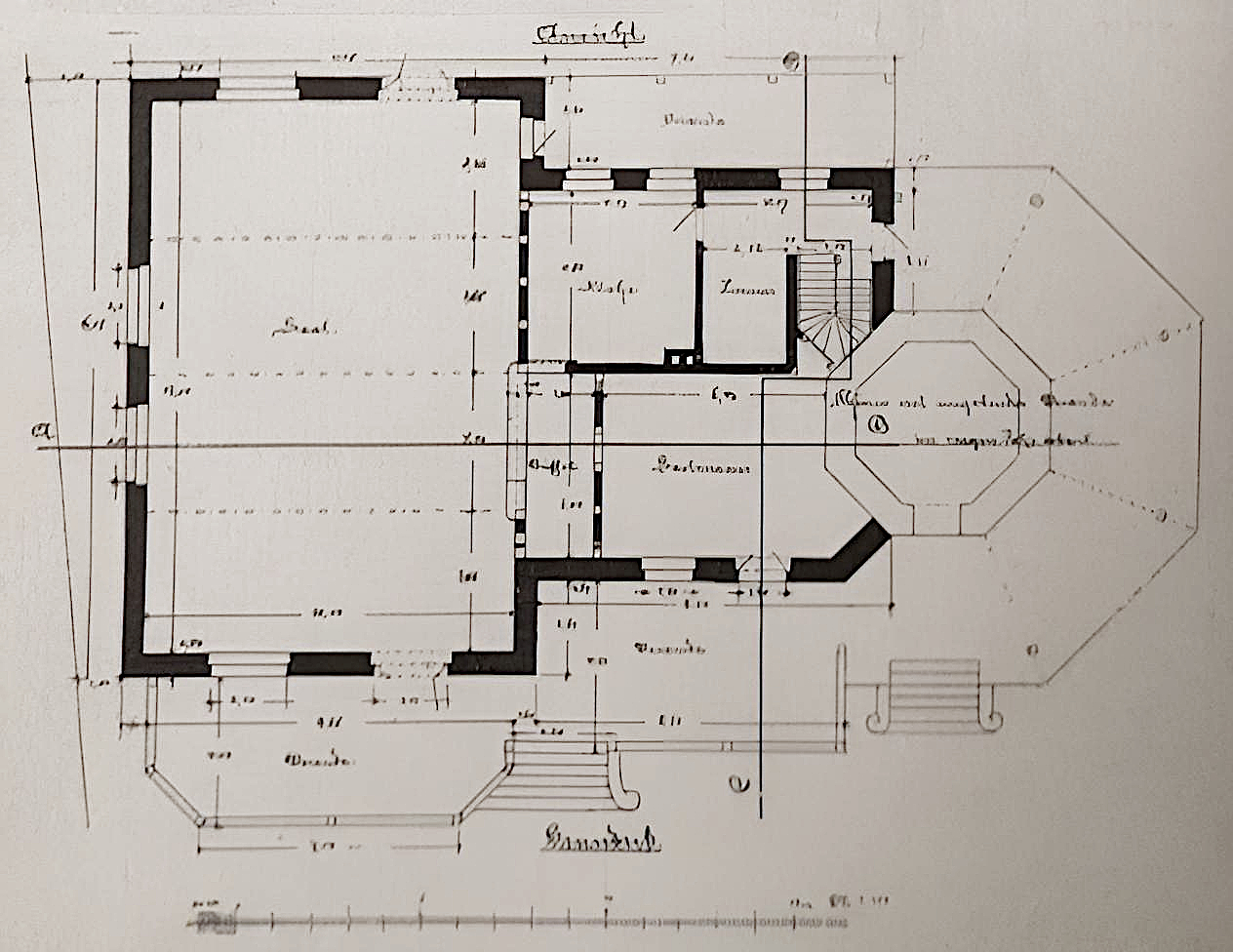
Grundriss
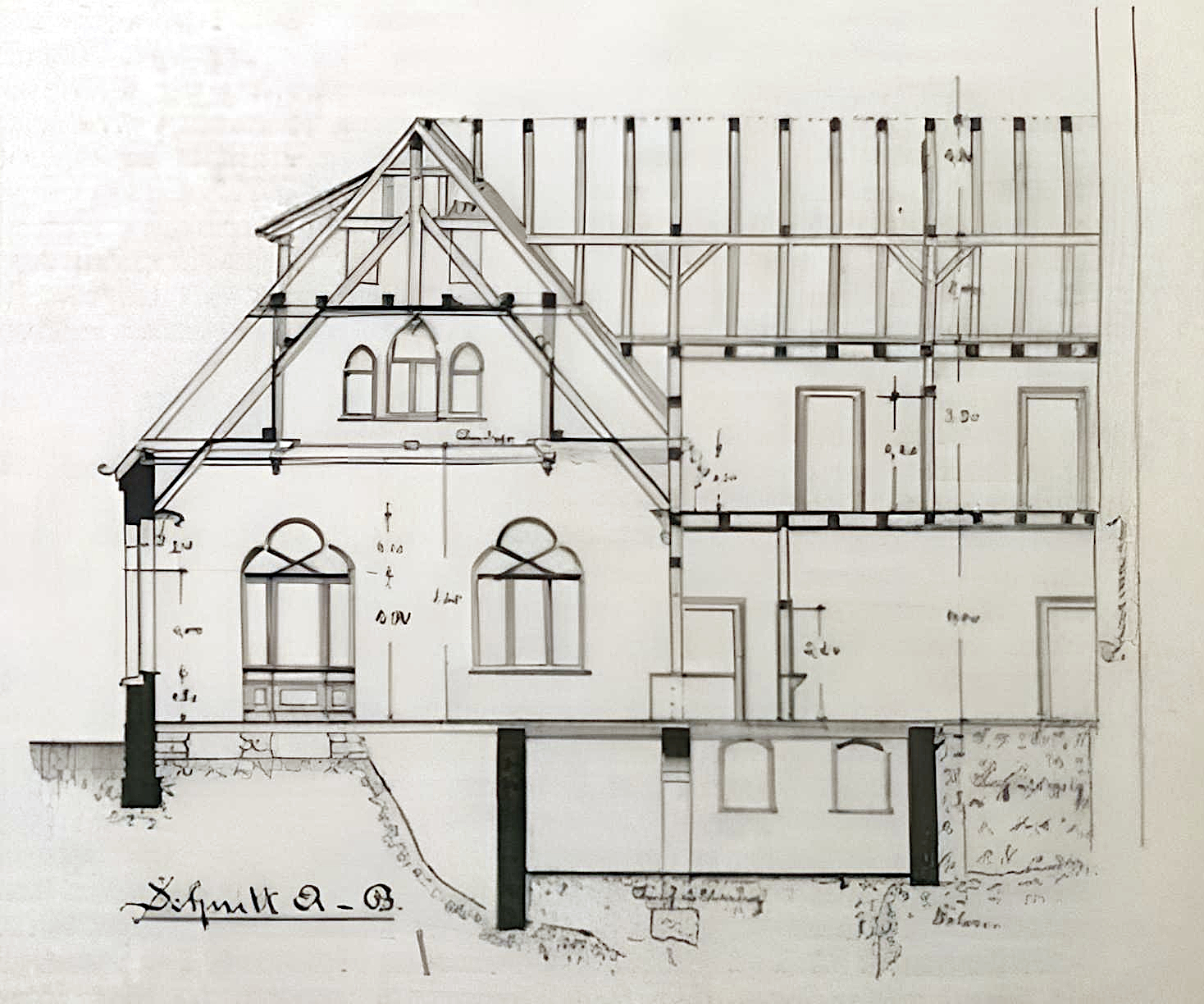
Schnitt

### Ausflugslokal

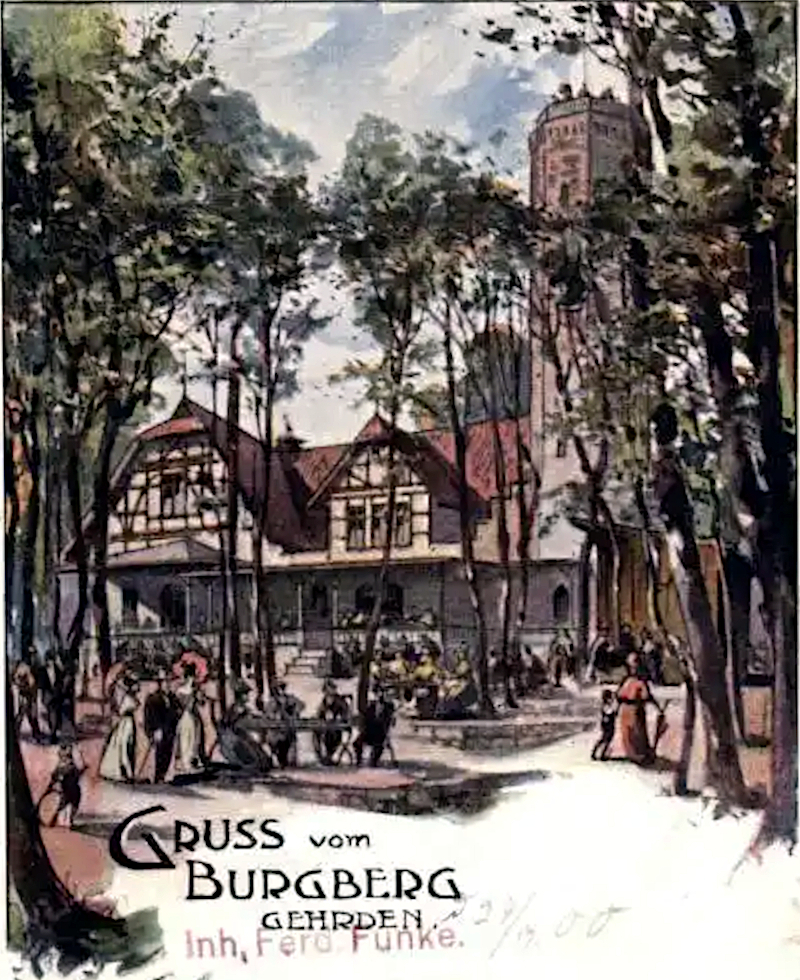
Postkarte des Ausflugslokals, gestempelt 1900

Das Ausflugslokal nahm 1899 den Betrieb auf. Es enthielt einen etwa 140 m² großen Saal, Küche, Buffet, zwei kleinere Klubräume sowie draußen zwei aus Kiefernholz gebaute überdachte Veranden. Wände und Decken im Gebäude waren hauptsächlich mit Kiefernholz getäfelt und mit allerlei altdeutschen Trinksprüchen verziert. Die Beleuchtung erfolgte durch Gasolinglühlicht.
Das Fachwerkobergeschoss des Gebäudes war als Wohnung des Lokalpächters ausgebaut.
Das Gelände vor dem Gebäude wurde mit Terrassen und Grotten ausgestaltet.
Da Gehrden 1898 eine Straßenbahnverbindung nach Hannover, sowie eine Nebenstrecke bis zum Berggasthaus Niedersachsen auf der Nachbarkuppe des Burgbergs erhalten hatte, wurde das nur einige Gehminuten entfernte Lokal auf dem Burgberg ein beliebtes Ausflugsziel für erholungsuchende Bewohner aus den nahegelegenen Städten Linden und Hannover. Die Besucherzahl sank, nachdem im Jahr 1917 zur Metallgewinnung während des Ersten Weltkriegs die direkte Verbindung zwischen der Gehrdener Ortsmitte und dem Berggasthaus stillgelegt wurde.

### Schullandheim
Nach dem Weltkrieg wurde das Lokal verkauft und 1924 zum Schullandheim der Leibnizschule Hannover.
Im Dachgeschoss war neben der Wohnung ein großer Schlafsaal.
Im Zweiten Weltkrieg diente das Landheim als Lazarett, danach als Flüchtlingsunterkunft. Die Leibnizschule wurde 1945 mit der damaligen Herschelschule Hannover fusioniert, die in Nienstedt ebenfalls ein eigenes Landheim besaß.
Das als „Volksbildungs- und Jugendheim Burgberg Gehrden“ bezeichnete Anwesen wurde in den 1950er Jahren unter anderem für Steuerlehrgänge von Banken und Versicherungen genutzt. Es wurde 1961 als baufällig geschlossen und an den hannoverschen Kaufmann Norbert Magis verkauft. Er ließ den Turm gründlich renovieren. Das Hauptgebäude verfiel weiter.

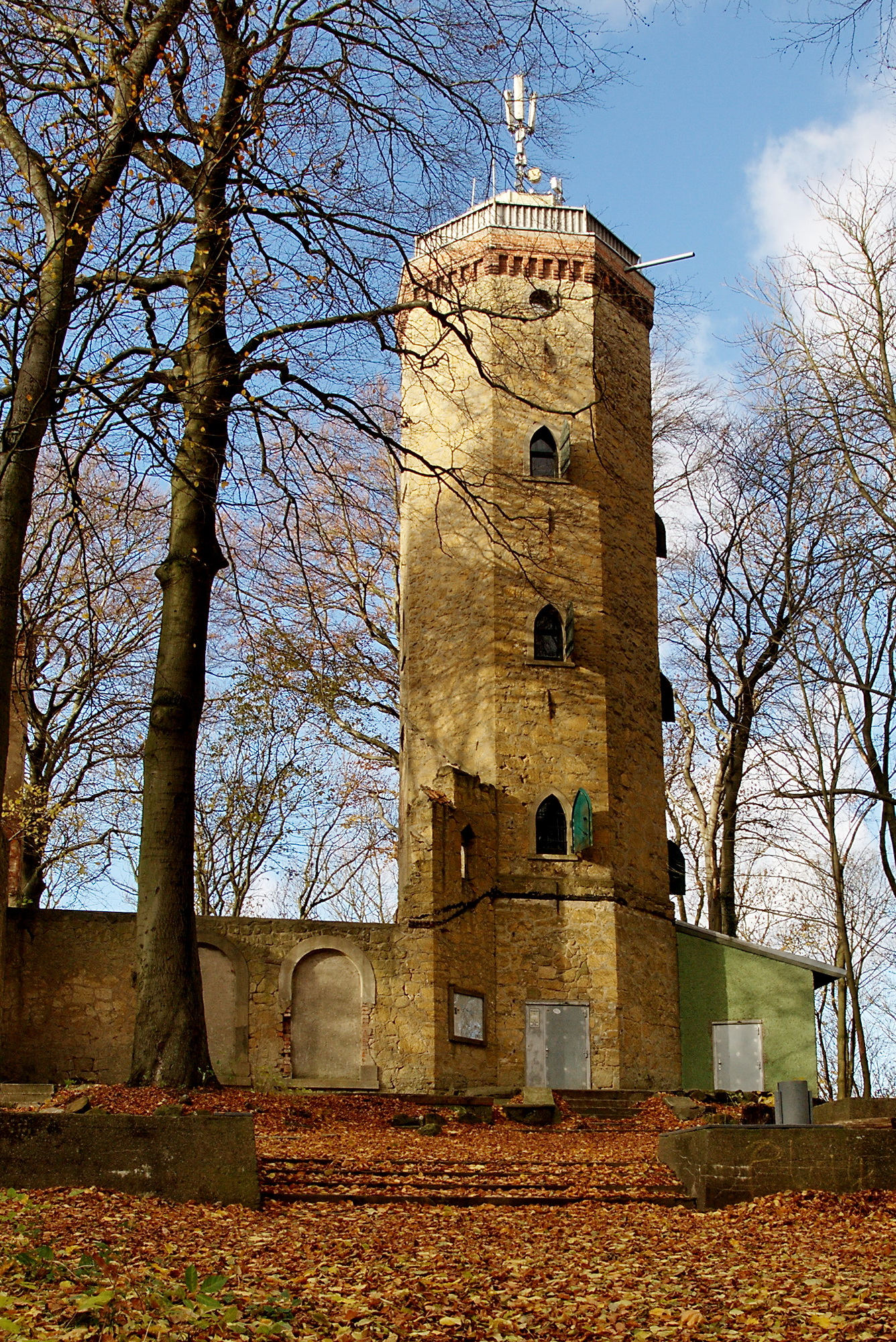
Der Turm, 2008

## Burgbergturm
1985 kam das bis auf die Außenmauern verfallene Gebäude in Besitz der Stadt Gehrden. Die Ruine wurde gesichert und der Aussichtsturm wieder nutzbar gemacht. Der genau 20,56 m hohe Burgbergturm ist an zwei Sonntagen im Monat für je zwei Stunden geöffnet. Er steht unter Denkmalschutz. Als Turmspitze auf dem Burgbergturm ist seit den 2000er Jahren ein Mobilfunksendemast installiert. Die Ruine des ehemaligen Wirtschaftsgebäudes dient als Lebensraum und Unterschlupf für Kleintiere.
Anfang der 2010er Jahre gab es in Gehrden Überlegungen, das Areal am Burgbergturm zu beleben. Um den Vorplatz zu erneuern und ein kleines Bistro einzurichten, wären etwa 125.000 Euro erforderlich gewesen. Ein Benefizkonzert sollte zum Erhalt des Turms beitragen. Die Pläne wurden jedoch nicht weiter verfolgt. Am und um den Turm herum kam es in den folgenden Jahren wiederholt zu Vandalismus. Um das Gelände möglichst wenig einladend aussehen zu lassen, ließ die Stadt Gehrden die vor dem Gebäude aufgestellten Sitzbänke abmontieren. Schmierereien am Turm sollten auch nicht mehr entfernt werden.